# Svenska Cykelförbundet
Svenska Cykelförbundet (fram till 1938 Svenska Velocipedförbundet) är ett specialidrottsförbund för cykelsport. Bildat 1900 och invalt i Riksidrottsförbundet 1903. 
Ordförande 2016: Stefhan Klang
Generalsekreterare: Leif Karlsson

## Historiska ordförande[1]
- Gösta Drake, 1900–1915
- Johan af Klercker, 1916–1917
- Oskar Liberg, 1917–1918
- Josef Eriksson-Ehrle, 1919–1920
- Rickard Andersson, 1921
- Ruben Ljungberg, 1922–1924
- Ernst Levin, 1924–1925
- Swante Fleetwood, 1926–1927
- Fritz Lagerheim, 1928–1934
- John Liljendahl, 1935–1937
- Sten Insulander, 1937–1946 och 1947–1948
- Folke Calmenius 1946–1947
- Sven Fagræus, 1948–1950
- Erik Hagström 1950–1952
- Folke Svensson 1952–1970
- Carl-Gustav Anderberg 1970–1977
- Harry Holmberg 1977–1978
- Per Sillén 1978–1982
- Owe Adamson 1982–1985
- Göran Löwgren 1985–1986
- Owe Svensson 1986–1988
- Göran Dahlqvist 1988–1993
- Thomas Ronnestam 1993–1997
- Timo Murberger 1997–2001
- Ulf Näslund 2001–2003
- Per-Eric Skotthag 2003–